# Gerrit Hugo van Bolhuis
Gerrit Hugo van Bolhuis (Breda, 16 oktober 1840 – Utrecht, 25 juli 1925) was een Nederlands advocaat, rechter en politicus.

## Leven en werk
Van Bolhuis werd in Breda geboren als zoon van Joan Hugo van Bolhuis en Agneta Johanna Broers. Van 1859 tot 1865 studeerde hij rechten aan de Universiteit van Utrecht. Gedurende zijn studententijd was hij lid van het senaat van het Utrechtsch Studenten Corps. In 1865 promoveerde hij tot doctor in de rechtswetenschap. Hij begon zijn carrière als advocaat te Utrecht. Nadien werd Van Bolhuis deken van de Orde van Advocaten en kantonrechter-plaatsvervanger te Utrecht. In 1894 werd hij bij koninklijk besluit benoemd tot lid van het Hoog Militair Gerechtshof. Sedert 1900 vervulde hij het voorzitterschap van het Hoog Militair Gerechtshof. Van Bolhuis was ook lid van de Provinciale Staten van Utrecht, buitengewoon lid van de Gedeputeerde Staten van Utrecht en lid van de gemeenteraad van Utrecht namens de Liberale Partij.
Van Bolhuis was ridder in de Orde van de Nederlandse Leeuw en commandeur in de Orde van Oranje-Nassau. Van 1905 tot 1908 was hij voorzitter van de Nederlandse Juristen-Vereniging.
Van Bolhuis trouwde op 17 juli 1873 te Utrecht met Catharina Maria van Hoijtema, dochter van de advocaat-fiscaal van het Hoog Militair Gerechtshof en Provinciale Statenlid van Utrecht Willem Jacob van Hoijtema. Hij overleed op 84-jarige leeftijd in de stad Utrecht. Van Bolhuis is begraven op de tweede algemene begraafplaats te Utrecht.